# 飯田新一
飯田 新一（いいだ しんいち、1913年（大正2年）3月29日 - 1987年（昭和62年）8月12日）は、日本の実業家。髙島屋社長を務めた。

## 来歴・人物
髙島屋3代目社長飯田直次郎の長男として、京都府に生まれる。
旧制甲陽中学（現・甲陽学院中学校・高等学校）を経て、早稲田大学専門部商科卒業後、1941年髙島屋へ入社。
1945年大阪支店総務部長、1948年理事、1951年5月にはアメリカに渡り、先進国の同業を視察。1952年8月取締役大阪支店長、1954年常務、1956年専務を歴任。
1960年10月に社長に就任。この間、1974年と1984年に日本百貨店協会会長に就任している。
1987年4月に日高啓に社長を譲り会長に退いた。これによって創業者一族からのトップ就任には終止符が打たれたが、間もない、同年8月12日に急逝した。

## 追想録
- 飯田新一追想録編纂委員会 編『飯田新一 追想録』髙島屋、1988年7月。